# Wang Fengchun
Wang Fengchun (chiń. 王奉春; pinyin Wáng Fèngchūn; ur. 2 lutego 1982) – chiński curler, praworęczny. Jest kapitanem reprezentacji kraju, gra na pozycji trzeciego. Mierzy 180 cm, waży 77 kg.
Wang został wybrany przez rząd Chin do uprawiania curlingu, sport ten uprawia zawodowo. W pierwszym międzynarodowym turnieju wystąpił w 2002 i były to mistrzostwa Pacyfiku. Występował wówczas na pozycji trzeciego w drużynie  Xu Xiaominga. Zespół chiński zakończył mistrzostwa na 5. miejscu. Wang wystąpił u boku Xu jako kapitana również na mistrzostwach Pacyfiku 2004 i 2005, w tych dwóch zawodach wraz z reprezentacją został sklasyfikowany na 4. pozycji. Rok później wywalczyli brązowy medal.
W 2007 w chińskim Changchun podczas Zimowych Igrzysk Azjatyckich zdobył brązowy medal przegrywając w półfinale z Japonią (Kashiwagi Hiroaki) 4:8. Po tym występie Wang stał się kapitanem zespołu narodowego, a Xu grając na trzeciej pozycji wicekapitanem. W listopadzie tego samego roku Chiny zdobyły złoty medal na mistrzostwach Pacyfiku i po raz pierwszy (w konkurencji mężczyzn) kraj ten zakwalifikował się do mistrzostw świata.
Sezon 2007–2008 był bardzo dobry dla drużyny Wanga, odniósł duży sukces podczas World Curling Tour. Sezon zakończył bilansem 16:18 a wygrał m.in. z dwukrotnym mistrzem świata (1980 i 1994) Rickiem Folkiem oraz wicemistrzem olimpijskim z Nagano Mikiem Harrisem.
Przed mistrzostwami świata w 2008 nie liczono na dobre wyniki Chińczyków, ponieważ był to ich pierwszy występ na tego typu zawodach. Drużyna pod przewodnictwem Wanga na początku odniosła 2 porażki jednak później zaczęła wygrywać z wyżej rozstawionymi przeciwnikami i jako jedyna drużyna pokonała Kanadyjczyków w Round Robin. Po zakończeniu części każdy z każdym Chiny miały 7 wygranych i 4 przegrane mecze i tym samym zespół dostał się do Page playoffs z 3. pozycji. W rundzie zasadniczej Wang spotkał się z Norwegią (Thomas Ulsrud) gdzie przegrał 5:7. Później ponownie spotkał się z Norwegią w małym finale, uległ tam 3:8.
W listopadzie 2008 drużyna Wanga wystąpiła na mistrzostwach strefy Pacyfiku, w rundzie grupowej przegrała 3 mecze na 10 i została sklasyfikowana na 2. pozycji. W półfinale Chiny pokonały Nową Zelandię stosunkiem meczów 3-1, udział w finale zapewnił występ Mistrzostwach Świata 2009. Finał zakończył się wygraną Chińczyków, pokonali wówczas 8:5 Japonię.
Zespół Wanga wystąpił na Zimowej Uniwersjadzie 2009, po Round Robin zajmował 2. miejsce. W górnym meczu playoff przegrał 7:8 ze Szwecją (Niklas Edin), lecz zdobył brązowy medal pokonując w małym finale Koreę (Kim Chang-Min) 9:5. Wang MŚ 2009 rozpoczął od 5 porażek, ostatecznie z bilansem 4-7 zajął 9. miejsce. Rywale przyznali mu Colin Campbell Award.
Wygrywając wszystkie 12 meczów reprezentacja Chin pod wodzą Wanga zdobyła złoty medal Mistrzostw Strefy Pacyfiku 2009. Wang przewodził reprezentacji Chin na ZIO 2010, z bilansem 2-7 zajął 8. miejsce. Z powodu słabej gry nie wystąpił w dwóch ostatnich meczach. Na MŚ 2010 grał jako drugi a skipem został Liu. Chińczycy zajęli 11. miejsce.

## Drużyna
| - Liu Riu - Xu Xiaoming - Zang Jialiang - Li Hongchen | Byli członkowie: - Yu Zhu - Ma Yongjun - Wang Binjiang - Wu Hao - Li Dongyan - Zhang Zhipeng |